# Szyrwinta (dopływ Świętej)
Szyrwinta (lit. Širvinta) – rzeka na Litwie o długości 129 km, najdłuższy dopływ Świętej
Jest szesnastą pod względem długości rzeką na Litwie i ósmą wśród tych, które w całości znajdują się na litewskim terytorium.
Ma swoje źródła na wyżynach w pobliżu miasta Szyrwinty, przez które także przepływa. Płynie przez rejon szyrwincki, rejon wiłkomierski i rejon janowski. Do Świętej uchodzi w pobliżu miasta Wieprze.